# Peter Kohnke

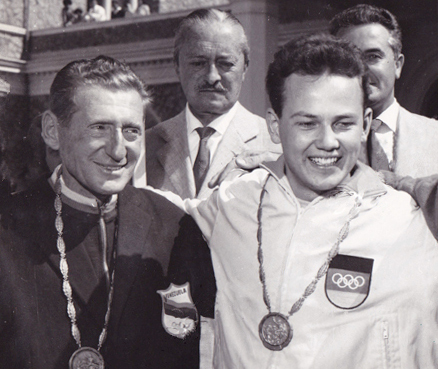
Kohnke (rechts) bei den Olympischen Spielen 1960 (links Enrico Forcella)

Peter Kohnke (* 9. Oktober 1941 in Königsberg; † 3. April 1975 in Bremervörde) war ein deutscher Sportschütze und Olympiasieger.
Kohnke wurde mit 16 Jahren in Moskau Juniorenweltmeister im Kleinkaliber-Dreistellungskampf. 1959 wurde er in Mailand Vizeeuropameister im Liegendschießen mit dem Kleinkalibergewehr. Mit 18 Jahren gewann er bei den Olympischen Spielen 1960 in Rom die olympische Goldmedaille im Liegendschießen. Mit 590 Ringen hatte er einen Ring Vorsprung auf den US-Amerikaner James Hill.
Kohnke kam 1945 mit seinen Eltern nach Bremervörde. Er trat für die Schützengesellschaft zu Bremervörde an, wo er gemeinsam mit Bernd Klingner trainierte. Bei Klingners Olympiasieg 1968 im Dreistellungskampf stand auch Kohnke noch einmal in einem olympischen Finale und wurde mit sechs Ringen Rückstand auf Klingner Olympiasiebter.
Für seine schießsportlichen Leistungen wurde er am 9. Dezember 1960 mit dem Silbernen Lorbeerblatt ausgezeichnet.
Nach einer Ausbildung zum Technischen Zeichner schloss Peter Kohnke ein Studium an und wurde Bauingenieur. 1975 starb er bei einem Verkehrsunfall. Er hinterließ seine Frau und 2 junge Kinder.